# Granatellus pelzelni
Granatellus pelzelni là một loài chim trong họ Cardinalidae.

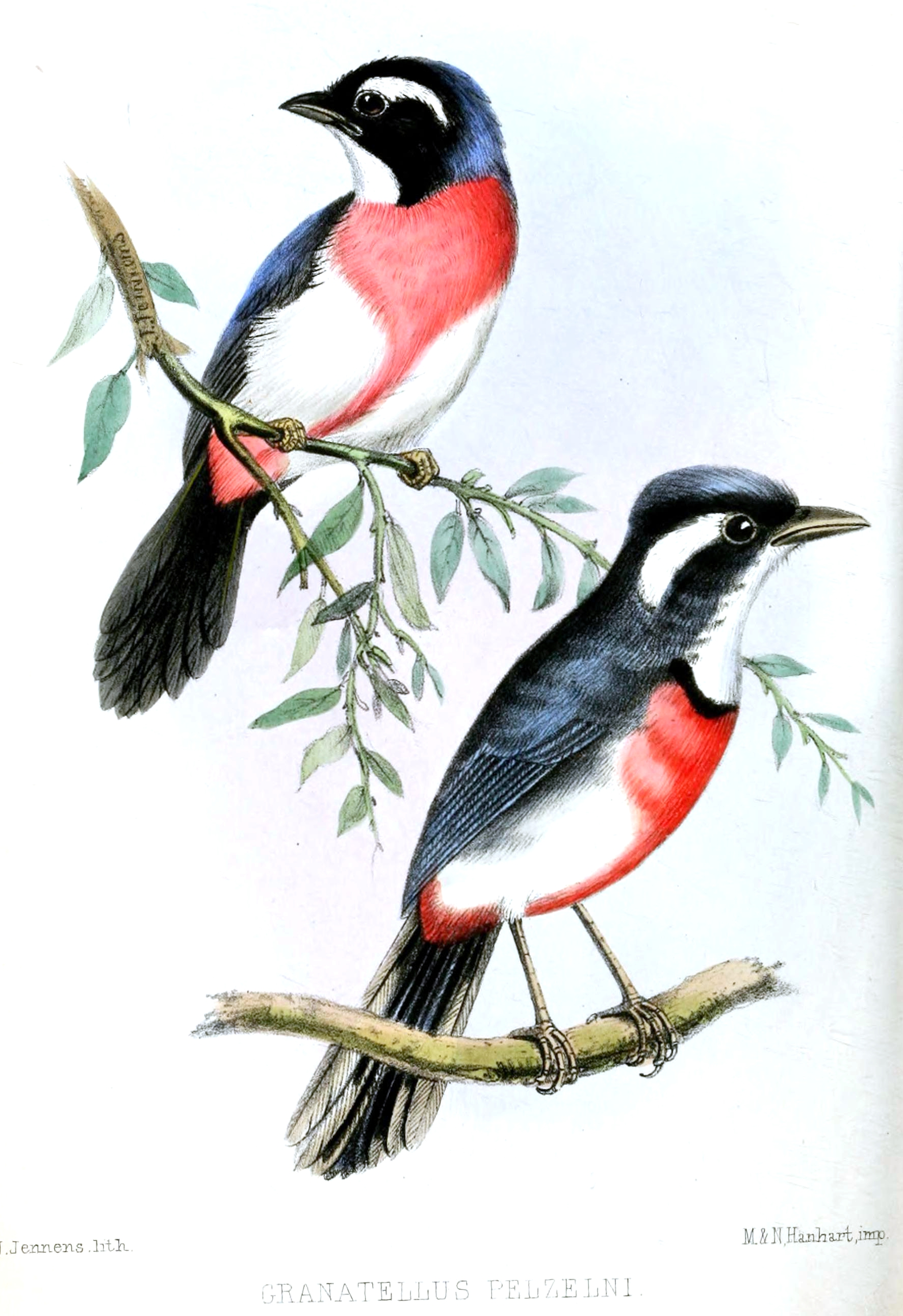